# Pedúnculo cerebeloso
Los pedúnculos cerebelosos conectan el cerebelo con el tronco encefálico. Hay seis pedúnculos cerebelosos en total, tres a cada lado:
- El pedúnculo cerebeloso superior es una estructura pareada de sustancia blanca que conecta el cerebelo con el mesencéfalo.
- Los pedúnculos cerebelosos medios conectan el cerebelo con la protuberancia y están compuestos en su totalidad por fibras centrípetas.
- El pedúnculo cerebeloso inferior es un filamento grueso en forma de cuerda que ocupa la parte superior del distrito posterior de la médula oblonga.

Los pedúnculos constituyen el borde lateral del cuarto ventrículo y forman un rombo característico: el pedúnculo medio forma las esquinas centrales del rombo, mientras que los pedúnculos superior e inferior forman los bordes superior e inferior, respectivamente. 

## Origen estructural
Los pedúnculos cerebelosos superiores (conjuntiva braquial) emergen del cerebelo y ascienden para formar la porción lateral del techo del cuarto ventrículo, donde entran en el tronco encefálico por debajo de los colículos inferiores. Están unidos por el velo medular superior. Los pedúnculos cerebelosos superiores representan la principal vía de salida del cerebelo y, como tales, la mayoría de sus fibras son eferentes. Existe una contribución aferente relativamente pequeña. Las vías eferentes incluyen los tractos cerebelorubral, dentatotalámico y fastigioreticular. Todas ellas emergen de los núcleos cerebelosos; las fibras cerebelorubrales de los núcleos globoso y emboliforme, las fibras dentatotalámicas del núcleo dentado y las fibras fastigioreticulares del núcleo fastigial. Emergen juntas de los distintos núcleos para ascender en el techo del cuarto ventrículo y dirigirse anteriormente a la zona tegmental del mesencéfalo medial al lemnisco lateral. Las fibras cerebelorubrales se cruzan en este punto para entrar en el núcleo rojo contralateral.
Las fibras dentatotalámicas también se cruzan y ascienden para hacer sinapsis en los núcleos ventral intermedio (VI) y ventral anterior (VA) del tálamo. Las fibras fastigioreticulares entran en la formación reticular del mesencéfalo, la protuberancia y la médula oblonga. Las vías aferentes incluyen los tractos espinocerebeloso anterior y tectocerebeloso. 
Las fibras del tracto espinocerebeloso anterior se originan en la columna de Clarke de la médula espinal y cruzan la comisura blanca anterior hasta el funículo lateral, donde ascienden hasta los niveles pontinos superiores antes de cruzar de nuevo para entrar en el cerebelo a través del pedúnculo superior. Terminan en la región de las extremidades posteriores de la corteza cerebelosa. Los tractos tectocerebelosos emergen de los colículos superior e inferior a ambos lados y terminan en el vermis intermedio (culmen, declive, folium, tubérculo, pirámide) y el lobulus simplex. Se desconoce la función del tracto tectocerebeloso, pero se cree que media en los reflejos visuales y auditivos. 